# Steninvreia noyesi
Steninvreia noyesi är en stekelart som beskrevs av T.C. Narendran 1989. Steninvreia noyesi ingår i släktet Steninvreia och familjen bredlårsteklar. Inga underarter finns listade i Catalogue of Life.